# مارجريت يورسنار
مارجريت يورسنار (بالفرنسية: Marguerite Yourcenar) وبالميلاد مارجريت انطوانت جان ماري غيزلين كلينفرك دي كرينكور ولدت في 8 يونيو 1903 ببروكسل وتوفت في 17 ديسمبر 1987 ببار هاربور في جمهورية مين بالولايات المتحدة، وهي كاتبة فرنسيأمريكية الجنسية في عام 1947. كاتبة رواية وأقصوصة وسيرة ذاتية. وهي أيضاً شاعرة، ومترجمة، وكاتبة مقالة ، وناقدة أدبية.
وهي أول امرأة يتم انتخابها بأكاديمية اللغة الفرنسية في 6 مارس 1980 بفضل دعم ومساعدة أوليفييه دي أوميرسون.
حصلت على جائزة فيمينا الأدبية عام 1968.

## روابط خارجية
- مارجريت يورسنار على موقع IMDb (الإنجليزية)
- مارجريت يورسنار على موقع الموسوعة البريطانية (الإنجليزية)
- مارجريت يورسنار على موقع مونزينجر (الألمانية)
- مارجريت يورسنار على موقع ألو سيني (الفرنسية)
- مارجريت يورسنار على موقع ميوزك برينز (الإنجليزية)
- مارجريت يورسنار على موقع أول موفي (الإنجليزية)
- مارجريت يورسنار على موقع إن إن دي بي (الإنجليزية)
- مارجريت يورسنار على موقع قاعدة بيانات الفيلم (الإنجليزية)
- مارجريت يورسنار على موقع كينوبويسك (الروسية)